# Saint-Eutrope
Saint-Eutrope – miejscowość i dawna gmina we Francji, w regionie Nowa Akwitania, w departamencie Charente. W 2013 roku populacja gminy wynosiła 181 mieszkańców. 
W dniu 1 stycznia 2017 roku z połączenia pięciu ówczesnych gmin – Aignes-et-Puypéroux, Montmoreau-Saint-Cybard, Saint-Amant-de-Montmoreau, Saint-Eutrope oraz Saint-Laurent-de-Belzagot – utworzono nową gminę Montmoreau. Siedzibą gminy została miejscowość Montmoreau-Saint-Cybard. 